# Jonas Bloquet
Jonas Bloquet (sinh ngày 10 tháng 7 năm 1992) là một diễn viên người Bỉ, được biết đến với vai diễn Vincent Leblanc ở Elle (2016), và được đề cử giải César cho diễn viên triển vọng nhất, và Maurice "Frenchie" Theriault trong phim ác quỷ ma sơ (2018).

## Tiểu sử
Sinh năm 1992, Jonas Bloquet lớn lên ở thành phố Watermael-Boitsfort của Brussels cho đến khi anh đến tuổi. Anh học tại trường Uccle Châu Âu, nơi anh nhận bằng tú tài, sau đó anh đến Paris để học kịch tại Cours Eva Saint Paul trong ba năm.

## Danh sách phim tham gia

### Điện ảnh
| Năm  | Tựa                                         | Vai                          | Đạo diễn             | Ghi chú |
| ---- | ------------------------------------------- | ---------------------------- | -------------------- | ------- |
| 2008 | Private Lessons                             | Jonas                        | Joachim Lafosse      |         |
| 2013 | The Family                                  | André                        | Luc Besson           |         |
| 2013 | Tonnerre                                    | Ivan                         | Guillaume Brac       |         |
| 2014 | 3 Days to Kill                              | Hugh                         | McG                  |         |
| 2016 | Elle                                        | Vincent Leblanc              | Paul Verhoeven       |         |
| 2017 | Orphan                                      | Patrick                      | Arnaud des Pallières |         |
| 2017 | Valerian and the City of a Thousand Planets | K-Tron Warrior               | Luc Besson           |         |
| 2018 | Alone at My Wedding                         | Jean-Loup                    | Marta Bergman        |         |
| 2018 | Ác quỷ ma sơ                                | Maurice "Frenchie" Theriault | Corin Hardy          |         |
| 2023 | Ác quỷ ma sơ 2                              | Maurice "Frenchie" Theriault | Michael Chaves       |         |